# 林枫 (1907年)
林枫（1907年—1963年），原名宋书常，男，江苏溧阳人，中华人民共和国政治人物，曾任浙江省高级人民法院院长，中共浙江省委统战部部长，浙江省政协副主席。

## 家庭
弟弟王尧山（宋书模），曾任中共上海市纪委书记。